# المجلس القومي للمرأة (مصر)
المجلس القومي للمرأة هو مجلس قومي حكومي مصري، منشأ بقرار رئيس الجمهورية رقم 90 لسنة 2000، ويتبع رئيس الجمهورية.

## تشكيل المجلس
- يتكون المجلس من ثلاثين عضوا من بين الشخصيات العامة وذوي الخبرة في شئون المرأة والنشاط الاجتماعي وتكون مدة العضوية ثلاث سنوات قابلة للتجديد.
- يصدر بتشكيل المجلس قرار رئيس الجمهورية.
- يختار المجلس في أول اجتماع له رئيسا للمجلس.

## اختصاصات المجلس
- اقتراح السياسة العامة للمجتمع ومؤسساته الدستورية في مجال تنمية شؤون المرأة وتمكينها من أداء دورها الاقتصادي وإدماج جهودها في برامج التنمية الشاملة.
- وضع مشروع خطة قومية للنهوض بالمرأة وحل المشكلات التي تواجهها.
- متابعة وتقييم السياسة العامة في مجال المرأة والتقدم بما يكون لديه من مقترحات وملاحظات للجهات المختصة في هذا الشأن.
- إبداء الرأي في مشروعات القوانين والقرارات المتعلقة بالمرأة قبل عرضها على السلطة المختصة، والتوصية باقتراح مشروعات القوانين والقرارات التي تلزم للنهوض بأوضاع المرأة.
- إبداء الرأي في جميع الاتفاقيات المتعلقة بالمرأة.
- تمثيل المرأة في المحافل والمنظمات الدولية المعنية بشئون المرأة.
- إنشاء مركز توثيق لجمع المعلومات والبيانات والدراسات والبحوث المتعلقة بالمرأة وإجراء الدراسات في هذا المجال.
- عقد المؤتمر والندوات وحلقات النقاش والبحث في الموضوعات التي تخص المرأة.
- تنظيم دورات تدريبية للتوعية بدور المرأة في المجتمع وبحقوقها وواجباتها.
- إصدارات النشرات والمجلات والمطبوعات المتصلة بأهداف المجلس واختصاصاته.
- الموضوعات التي يحيلها رئيس الجمهورية للمجلس.

## لجان المجلس
تشكل بالمجلس لجان دائمة لممارسة اختصاصاتها المبينة في المادة الثالثة، وذلك على النحو التالي:
- لجنة التعليم والتدريب والبحث العلمي.
- لجنة الصحة والسكان.
- لجنة المنظمات غير الحكومية.
- اللجنة الثقافية.
- اللجنة الاقتصادية.
- لجنة المشاركة السياسية.
- لجنة العلاقات الخارجية.
- لجنة المحافظات.
- اللجنة التشريعية.
- لجنة الإعلام.
- لجنة البيئة.

ويتولى أمانة كل لجنة أحد أعضاء المجلس، ويجوز لها أن تستعين بمن ترى وجها للاستعانة بخبراتهم عند أي من الموضوعات المنوطة بها. ويجوز للمجلس أن يشكل لجان خاصة أو مؤقتة لمباشرة عمل معين يحدده المجلس في قرار تشكيلها.

## الموارد المادية
تتكون موارد المجلس مما يأتي:
- الاعتمادات التي تخصصها له الدولة في الموازنة العامة.
- التبرعات والمعونات التطوعية التي يقرر المجلس قبولها.
- ينشأ حساب خاص لحصيلة هذه الموارد في أحد بنوك القطاع العام التجارية، ويراعى ترحيل الفائض من هذا الحساب في نهاية كل سنة مالية إلى موازنة السنة التالية.

## اختصاصات رئيس المجلس
يختص رئيس المجلس بما يأتي:
- تعيين الأمين العام وتحديد مكافأته بعد موافقة المجلس.
- دعوة أعضاء المجلس للاجتماعات الدورية والطارئة.
- دعوة لجنة مقرري اللجان الدائمة بالمجلس للاجتماع بجلسات عادية أو عاجلة.
- الإشراف على سير جميع أعمال المجلس والأمانة العامة.
- الموافقة على المكافآت والبدلات وغيرها التي يقترحها الأمين العام.
- تشكيل وفود المجلس للسفر لتمثيل المجلس في المهام الداخلية والخارجية بعد التشاور مع اللجنة التنفيذية للمجلس.
- دعوة من يرى الاستعانة بخبراتهم لاجتماعات المجلس.
- اعتماد مشروع الموازنة العامة والحساب الختامي للمجلس، بعد موافقة المجلس عليه.
- إبداء الملاحظات والمقترحات المتصلة بأهداف المجلس واختصاصاته وإرسالها للجهات المعنية.
- اعتماد قبول المنح والهبات التي تقدم للمجلس أو لفروعه أو لجانه المختلفة بعد موافقة المجلس.
- تمثيل المجلس في صلاته بالغير.
- رئاسة اللجنة التنفيذية.
- الإشراف على تنفيذ السياسات العامة للعمل التي يقرها المجلس لتحقيق أهدافه، ومتابعة تنفيذها.
- متابعة تنفيذ توصيات مختلف لجان المجلس.
- الموافقة على تشكيل اللجان الدائمة وفروع المجلس بالمحافظات بعد التشاور مع المجلس.

## اقرأ أيضا
- مايا مرسي

## وصلات خارجية
- الموقع الرسمي